# Vườn quốc gia České Švýcarsko
Thụy Sĩ vùng Bohemia (tiếng Séc: České Švýcarsko; tiếng Đức: Böhmische Schweiz), cũng gọi là Thụy Sĩ của Séc, là một vùng ở tây bắc Cộng hòa Séc. Vùng này nằm ở phía Séc của dãy núi sa thạch Elbe phía bắc Děčín bên hai bờ sông Elbe. Vùng này kéo dài về phía đông đến dãy núi Lusatia và về phía tây đến dãy núi Quặng. Điểm cao nhất là núi Děčínský Sněžník với độ cao 726 mét trên mực nước biển. Đây là một khu vực được bảo vệ (tên gọi ChKO Labske Piskovce) từ năm 1972.
Vùng dọc theo phía bên phải Elbe đã trở thành một vườn quốc gia vào ngày 1 tháng 1 năm 2000, tên gọi là Vườn quốc gia České Švýcarsko. Vườn quốc gia này nằm gần Vườn quốc gia Sächsische Schweiz ở Đức.